# Cerro Torre

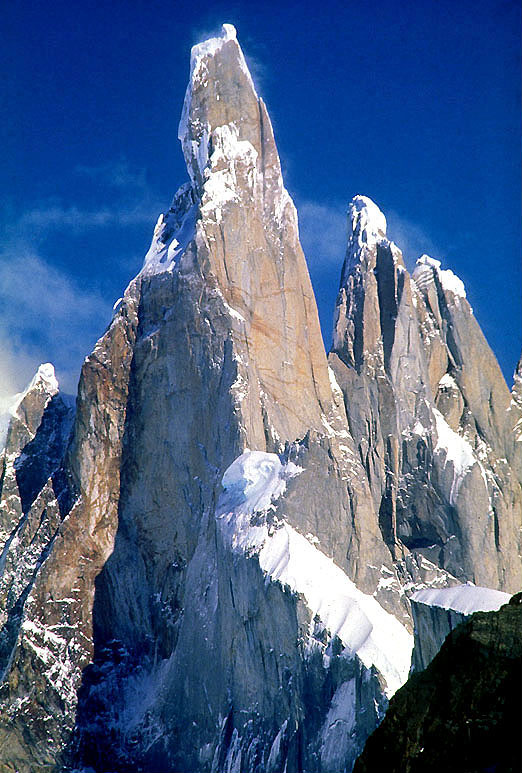
Cerro Torre.

Cerro Torre é uma das montanhas mais espetaculares dos campos de gelo do sul da Patagônia, na América do Sul. O pico se encontra em uma região disputada pela Argentina e o Chile, localizada ao oeste do Cerro Chalten (também conhecido pelo nome Fitz Roy). A referida elevação geográfica faz parte de um grupo de quatro montanhas, sendo ela a mais elevada de todas (Torre Egger, Punta Herron, e Cerro Stanhardt).

## Curiosidades
O Cerro Torre apareceu no filme de 1991 "No Coração da Montanha" ("Scream of Stone"), dirigido por Werner Herzog.

## Referência
- Kearney, Alan, 1993. Mountaineering in Patagonia. Seattle USA: Cloudcap.

## Galeria

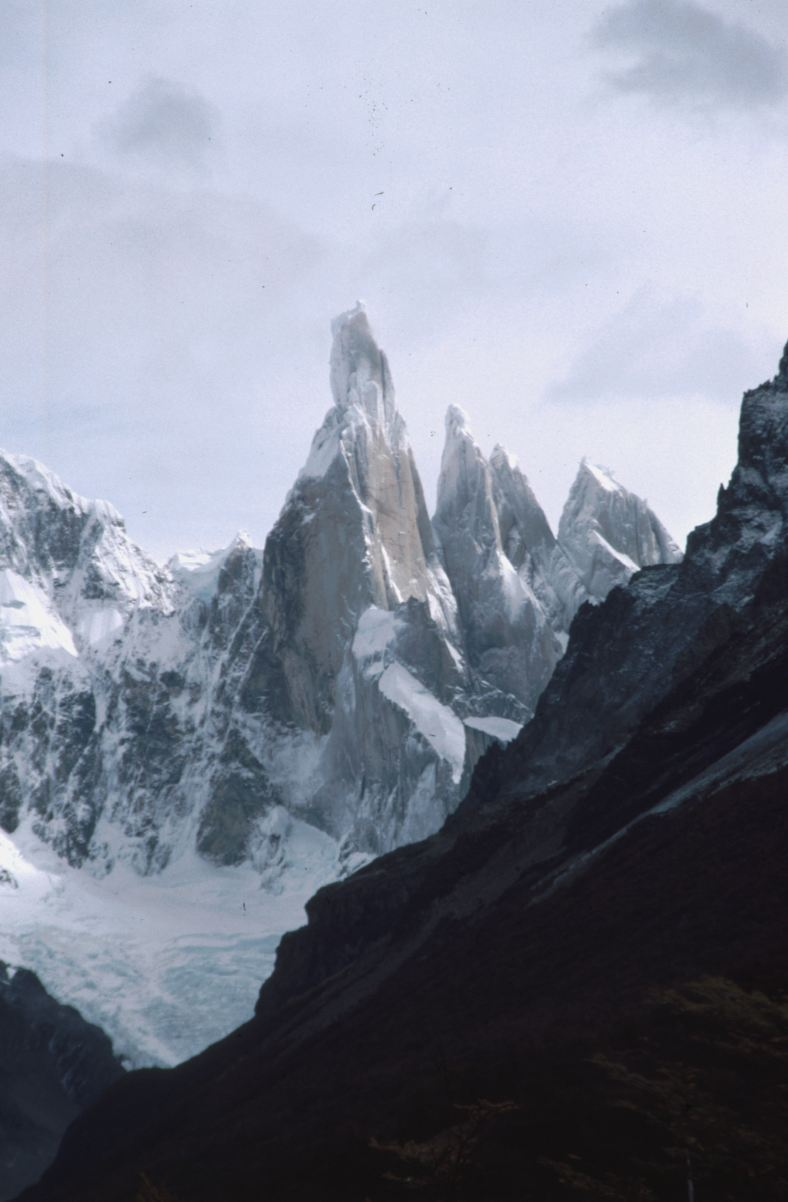
Cerro Torre
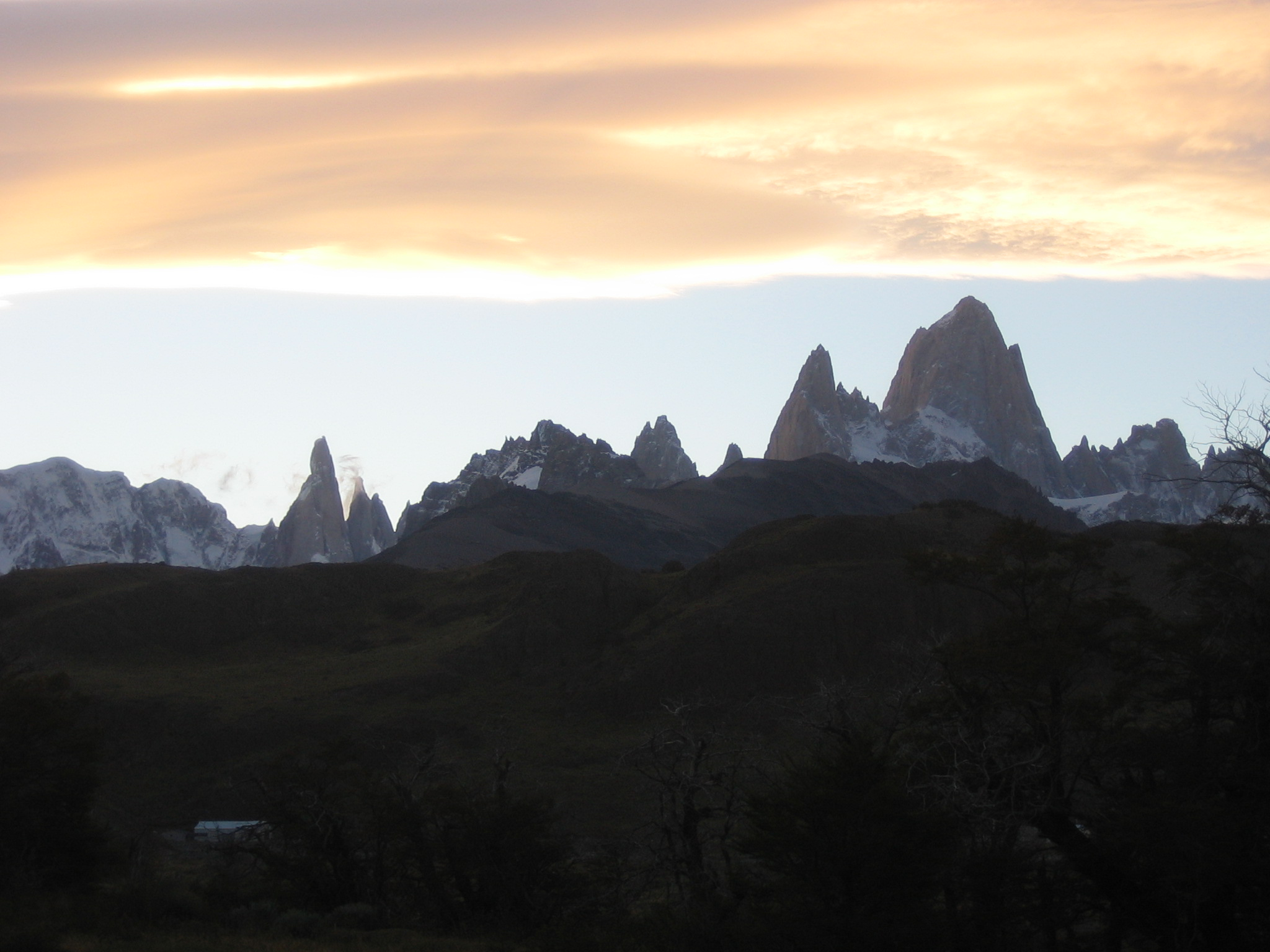
Cerro Torre
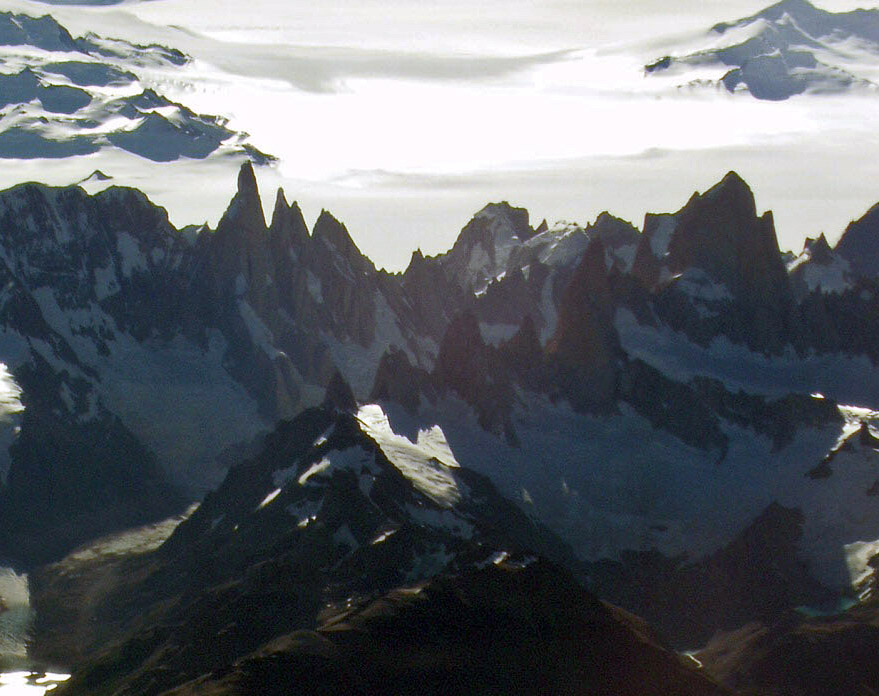
Cerro Torre